# 鍾標錦
鍾標錦（?—?），广东嘉应人，清朝政治人物。进士出身。
道光六年，登進士。道光13年（1833年），擔任清朝遵义府婺川縣知縣。后由崇興接任。